# Søspærring
En søspærring eller blot spærring (også kaldet bomforsvar, havnekæde, flodkæde, kædespærring, spærrekæde eller lignende varianter) er en forhindring, ofte i form af en kæde, der spændes ud over et sejlbart vandområde som eksempel et havneindløb eller en flod for at kontrollere eller forhindre passage. De kombineres nogle gange med pælespærring.
I moderne tid har sådanne spærringer ofte civile formål, f.eks. at forhindre adgang til farlige område af en flod. Historisk set har de dog især været anvendt militært med det formål at hindre fjendtlige skibe i at få adgang – et moderne eksempel er ubådsnet.
Søspærringer er også blevet brugt til at tvinge forbipasserende fartøjer til at betale told.

## Historisk brug
Især i middelalderen kunne enden af en kæde være fastgjort til et såkaldt spærringstårn. Dette gjorde det muligt at hæve eller sænke kæden sikkert, da sådanne tårne ofte var kraftigt befæstede. Ved at hæve eller sænke en kæde eller spærring kunne man give adgang, i stedet for blot at gøre vandstrækningen fuldstændig utilgængelig. Hævning og sænkning kunne foretages via et gangspil.
Søspærringer kunne brydes af et tilstrækkeligt stort eller tungt skib, og dette er sket ved flere lejligheder, herunder under belejringen af Damietta (1218–19), angrebet på Medway (1667) og slaget i Vigo-bugten (1702 ). Ofte blev forsvarsværket dog i stedet erobret, hvorefter kæden eller spærringen blev kappet med mere konventionelle metoder. Spærringen under belejringen af Derry (1689) blev eksempelvis skåret over af matroser i en langbåd.
Som en central del af et forsvar var søspærringer som regel kraftigt beskyttet. Dette involverede landbaserede tårne, kystartilleri eller forter. I sejlskibenes tidsalder kunne en spærring, der beskyttede en havn, være understøttet af flere skibe med deres bredside mod fjenden, hvilket skulle afskrække angreb. I visse tilfælde spændte flere spærringer over samme vandstrækning.